# Lysimachia chingshuiensis
Lysimachia chingshuiensis är en viveväxtart som beskrevs av C.I. Peng och C.M. Hu. Lysimachia chingshuiensis ingår i släktet lysingar, och familjen viveväxter. Inga underarter finns listade i Catalogue of Life.